# Artur Balot i Bigues
Artur Balot i Bigues (Peralada, 1879 - Barcelona, 1959) actor, corrector i professor de català.
En la seva faceta d'actor teatral intervingué, entre d'altres, en les estrenes dels poemes lírics El comte Arnau (1905) o Liliana (1911) i de sarsueles com La Santa Espina (1907).
Com a corrector, el 10 d'octubre de 1932 accedí mitjançant un concurs oposició a l'Oficina d'Ensenyament de Català per Correspondència de la Generalitat de Catalunya, dirigida per Cèsar August Jordana. En aquesta faceta de lingüista, Artur Balot es va fer molt popular per la seva participació entre 1932 i 1934 com a professor de català en l'espai de Ràdio Barcelona de «Converses del Miliu», conduït per Toresky i que difonia d'una manera amena la normativa gramatical del català. Aquestes converses, un total de 96, es van publicar en dues sèries de fascicles entre 1934 i 1936 i es van aplegar també en volum.
Acabada la Guerra Civil, el règim franquista li prohibí l'accés als micròfons i tan sols li permeté treballar de telefonista a Ràdio Barcelona. A partir dels anys quaranta impartí clandestinament classes de català.